# Day of the Dead
Day of the Dead är även en film från 2007, se Day of the Dead (2007)
Day of the Dead, amerikansk skräckfilm från 1985. Den är uppföljare till Night of the Living Dead (1968) och Dawn of the Dead (1978), som följs av Land of the Dead (2005). George A. Romero stod för filmens regi och filmmanus, och Tom Savini och Gregory Nicotero ansvarade för makeup och specialeffekter.

## Handling
En grupp militärer och vetenskapsmän har bosatt sig i en övergiven bunker. Där försöker forskarna få fram ett sätt att tämja de levande döda, medan militärerna vill gå mer aggressivt tillväga. Så småningom uppstår en svår konflikt mellan de båda grupperna.

## Tagglinjer
- First there was "Night of the Living Dead" then "Dawn of the Dead" and now the darkest day of horror the world has ever known
- The darkest day of horror the world has ever known.
- Once again, the dead have their day

## Rollista (i urval)
- Lori Cardille - Sarah
- Terry Alexander - John
- Joseph Pilato - Capt. Rhodes
- Jarlath Conroy - William McDermott
- Anthony Dileo Jr. - Pvt. Miguel Salazar
- Richard Liberty - Dr. Logan
- Sherman Howard - Bub
- Gary Howard Klar - Pvt. Steel
- Ralph Marrero - Pvt. Rickles
- Taso N.Stavrakis - Pvt. Torrez
- Gregory Nicotero - Pvt. Johnson